# Campeonato Panamericano de Béisbol Masculino Sub-15 de 2013
El I Campeonato Panamericano de Béisbol Sub-15 de 2013 fue una competición de béisbol internacional disputada en Barranquilla (Colombia), del 27 de julio al 4 de agosto, en razón a los cambios implementados en el 2011 por la Federación Internacional de Béisbol con respecto a las categorías para niños y adolescentes. El torneo fue organizado por la Federación Mexicana de Béisbol y otorgó cuatro cupos a la Copa Mundial de Béisbol Sub-15 de 2014

## Equipos
- Colombia
- Brasil
- Cuba
- Estados Unidos
- México
- Panamá
- República Dominicana

## Primera fase
| Equipo               | G | P | Av    | Dif |
| -------------------- | - | - | ----- | --- |
| Estados Unidos       | 6 | 0 | 1.000 | 0   |
| Cuba                 | 4 | 2 | .667  | 2   |
| Colombia             | 4 | 2 | .667  | 2   |
| Panamá               | 4 | 2 | .667  | 2   |
| República Dominicana | 2 | 4 | .333  | 4   |
| México               | 1 | 5 | .167  | 5   |
| Brasil               | 0 | 6 | .000  | 6   |

### Resultados
Fuenteː

## Fase final
|  | Semifinales | Semifinales    | Semifinales    |                |      | Final | Final | Final |  |
|  |             |                |                |                |      |       |       |       |  |
|  |             |                |                |                |      |       |       |       |  |
|  | 4           | Panamá         | 4              |                |      |       |       |       |  |
|  | 4           | Panamá         | 4              |                |      |       |       |       |  |
|  | 1           | Estados Unidos | 5              |                |      |       |       |       |  |
|  | 1           | Estados Unidos | 5              |                | Cuba | Cuba  | 1     |       |  |
|  |             |                |                |                | Cuba | Cuba  | 1     |       |  |
|  |             |                | Estados Unidos | Estados Unidos | 6    |       |       |       |  |
|  | 3           | Colombia       | Estados Unidos | Estados Unidos | 6    | 3     |       |       |  |
|  | 3           | Colombia       |                |                |      | 3     |       |       |  |
|  | 2           | Cuba           | 10             |                |      |       |       |       |  |
|  | 2           | Cuba           | 10             |                |      |       |       |       |  |
|  |             |                |                |                |      |       |       |       |  |

| Bandera de Estados Unidos |
| Campeón Estados Unidos    |
| Primer título             |

## Líderes individuales
Fuenteː

### Bateadores
| Categoría           | Jugador         | Equipo         | Marca |
| ------------------- | --------------- | -------------- | ----- |
| Porcentaje de bateo | Issak Gutiérrez | Estados Unidos | .583  |
| Cuadrangulares      | Chase Strumpf   | Estados Unidos | 5     |
| Slugging            | Chase Strumpf   | Estados Unidos | 1.450 |
| Carreras impulsadas | Chase Strumpf   | Estados Unidos | 10    |
| Carreras anotadas   | Chase Strumpf   | Estados Unidos | 12    |
| Robos de base       | Micky Moniak    | Estados Unidos | 3     |

### Lanzadores
| Categoría | Jugador       | Equipo   | Marca |
| --------- | ------------- | -------- | ----- |
| Victorias | Marcos Ortega | Colombia | 2-0   |

## Reconocimientos

### Jugador más valioso
| Posición | Jugador      | Equipo         |
| -------- | ------------ | -------------- |
| --       | Andrew Vaugn | Estados Unidos |

## Clasificados a la Copa del Mundo
Clasificados a la Copa del Mundo de Béisbol Sub-15 de 2014
| Bandera de Estados Unidos | Bandera de Cuba | Bandera de Panamá | Bandera de Colombia |
| Estados Unidos            | Cuba            | Panamá            | Colombia            |